# Cleidion
Cleidion är ett släkte av törelväxter. Cleidion ingår i familjen törelväxter.

## Dottertaxa tillCleidion, i alfabetisk ordning[1]
- Cleidion amazonicum
- Cleidion bracteosum
- Cleidion brevipetiolatum
- Cleidion capuronii
- Cleidion castaneifolium
- Cleidion claoxyloides
- Cleidion gabonicum
- Cleidion javanicum
- Cleidion lasiophyllum
- Cleidion lemurum
- Cleidion leptostachyum
- Cleidion lochmios
- Cleidion luziae
- Cleidion macarangoides
- Cleidion macrophyllum
- Cleidion marginatum
- Cleidion megistophyllum
- Cleidion microcarpum
- Cleidion minahassae
- Cleidion moniliflorum
- Cleidion neoebudicum
- Cleidion nitidum
- Cleidion papuanum
- Cleidion ramosii
- Cleidion sessile
- Cleidion spathulatum
- Cleidion taynguyenense
- Cleidion tricoccum
- Cleidion veillonii
- Cleidion velutinum
- Cleidion verticillatum
- Cleidion vieillardii